# Zie de mens
Zie de mens (Engelse titel: Behold the Man) is een sciencefictionroman van de Britse schrijver Michael Moorcock. Het verhaal werd oorspronkelijk in 1966 gepubliceerd als een novelle in het Britse SF-magazine New Worlds. Deze kortere versie werd bekroond met de Nebula Award voor beste novelle in 1967.

## Synopsis
Karl Glogauer is een in Engeland geboren zoon van Oostenrijkse joden. Hij is geobsedeerd door de figuur van Jezus en laat zich vaak door zijn vriendjes "kruisigen". Hij reist van 1970 per tijdmachine terug in de tijd naar het jaar 28 v.C. In Nazareth ontdekt hij dat Maria helemaal geen maagd is en Jozef een verbitterde oude man. De historische Jezus is geestelijk gestoord zodat Karl diens plaats inneemt. Hij krijgt volgelingen, waaronder Judas en houdt zijn Bergrede. Hij wordt dus zelf Jezus en vlak voor het Joodse paasfeest zal hij gekruisigd worden nadat hij zelf aan Judas gevraagd heeft hem te verraden aan de Romeinen. Zijn lichaam wordt van het kruis gestolen door een dokter die denkt dat het lichaam magische krachten heeft om tot de teleurstellende ontdekking te komen dat dit niet zo is. De diefstal leidt tot het gerucht dat Jezus na zijn dood is herrezen.